# Danny Szetela
Daniel Gregory Szetela (7 de junio de 1987, Passaic, Nueva Jersey), futbolista estadounidense y con doble nacionalidad polaca. Juega de centrocampista y su actual equipo es el D.C. United de la Major League Soccer.

## Trayectoria
Fue uno de los hallazgos del Mundial sub-20 de Canadá, donde demostró su llegada y su facilidad para ver puerta. En una competición como la Major League Soccer estadounidense no le fue difícil destacar, y algunos ojeadores, sobre todo procedentes del fútbol italiano, le siguieron la pista durante esa temporada. Al término de la liga americana, Szetela estaba muy cerca de A. S. Roma, de la Serie A Italiana, pero el jugador declinó tanto la oferta de este equipo como la que realizaron el Brescia Calcio y el Newcastle United, después de negociar durante todo el mes de agosto. En el Mundial sub-20 fue el líder de la selección de fútbol de Estados Unidos, con la que marcó tres goles.
En verano de 2007 es fichado por el Racing de Santander por dos temporadas en el último día hábil para fichar.
Debutó con el Racing en el partido de Copa del Rey de Fútbol que tuvo lugar el 14 de noviembre de 2007 frente al Málaga CF con el resultado de 0-0 siendo este el único partido que juega con este equipo.
El 29 de enero de 2008, Szetela es cedido hasta el 30 de junio de 2008 al Brescia Calcio conjunto de la serie B italiana. El equipo transalpino se reserva una opción de compra.
En la temporada siguiente volvió a jugar otra vez cedido en el Brescia Calcio.
Para la siguiente temporada, Szetela regresa a la Major League Soccer, concretamente al D.C. United.

## Clubes
| Club                    | País           | Temporada | Partidos | Goles |
| ----------------------- | -------------- | --------- | -------- | ----- |
| Columbus Crew           | Estados Unidos | 2004-2007 | 34       | 0     |
| Racing de Santander     | España         | 2007-2008 | 0        | 0     |
| Brescia Calcio (cedido) | Italia         | 2007-2008 |          |       |
| Brescia Calcio (cedido) | Italia         | 2008-2009 |          |       |
| D.C. United             | Estados Unidos | 2009-2010 |          |       |